# Bahnstrecke Sowetsk–Nesterow
| Bahnhof Stallupönen |                                         |                                                                |                                                                |
| Lage der Strecke zwischen Ragnit und dem Kernkraftwerk |                                         |                                                                |                                                                |
| Kursbuchstrecke: | DR: 119b (1934) 118b (1940) 135p (1944) |                                                                |                                                                |
| Streckenlänge: | 76,2 km                                 |                                                                |                                                                |
| Spurweite: | 1435 mm (Normalspur)                    |                                                                |                                                                |
| |                                         |                                                                |                                                                |
| \| \| \| Staatsbahnstrecke von Memel (Klaipėda) \| \| \| \| 0,0 \| Tilsit \| (Sowetsk) \| \| \| \| Staatsbahnstrecke nach Königsberg (Kaliningrad) \| \| \| \| \| Staatsbahnstrecke nach Insterburg (Tschernjachowsk) \| \| \| \| 8,7 \| Girschunen \| (Girdschunai) \| \| \| 13,2 \| Ragnit \| (Neman) \| \| \| \| Kleinbahnstrecke nach Kraupischken/Breitenstein (Uljanowo) \| \| \| \| 20,2 \| Klapaten/Angerwiese \| (Krasnoje Selo) \| \| \| \| Kernkraftwerk Kaliningrad \| (Kaliningradskaja AES) \| \| \| 26,6 \| Lassen \| Lassen \| \| \| 30,4 \| Naujeningken/Neusiedel (Ostpr.) \| (Malomoschaiskoje) \| \| \| 35,2 \| Lesgewangminnen/Lesgewangen \| (Sabrodino) \| \| \| 39,8 \| Rautenberg (Ostpr.) \| (Uslowoje) \| \| \| 45,2 \| Drozwalde/Droschwalde \| Drozwalde/Droschwalde \| \| \| 49,2 \| Groß Schorellen/Adlerswalde \| (Saratowskoje) \| \| \| 52,0 \| Schmilgen \| (Lukaschowka) \| \| \| \| Kleinbahnstrecke von Lasdehnen/Haselberg (Krasnosnamensk) \| \| \| \| 58,6 \| Pillkallen/Schloßberg \| (Dobrowolsk) \| \| \| 62,6 \| Stehlischken/Stehlau \| (Sadowskoje) \| \| \| 66,0 \| Schwirgallen/Eichhagen (Ostpr.) \| Schwirgallen/Eichhagen (Ostpr.) \| \| \| 68,7 \| Dräweningken/Dräwen \| Dräweningken/Dräwen \| \| \| \| Staatsbahnstrecke von Königsberg (Kaliningrad) \| \| \| \| 76,2 \| Stallupönen/Ebenrode \| (Nesterow) \| \| \| \| Staatsbahnstrecke nach Goldap (Gołdap) \| \| \| \| \| Staatsbahnstrecke nach Eydtkuhnen/Eydtkau (Tschernyschewskoje) \| \| |                                         |                                                                |                                                                |
| Strecke |                                         | Staatsbahnstrecke von Memel (Klaipėda)                         | Staatsbahnstrecke von Memel (Klaipėda)                         |
| Bahnhof | 0,0                                     | Tilsit                                                         | (Sowetsk)                                                      |
| Abzweig geradeaus und nach rechts |                                         | Staatsbahnstrecke nach Königsberg (Kaliningrad)                | Staatsbahnstrecke nach Königsberg (Kaliningrad)                |
| Abzweig geradeaus und nach rechts |                                         | Staatsbahnstrecke nach Insterburg (Tschernjachowsk)            | Staatsbahnstrecke nach Insterburg (Tschernjachowsk)            |
| ehemaliger Haltepunkt / Haltestelle | 8,7                                     | Girschunen                                                     | (Girdschunai)                                                  |
| ehemaliger Bahnhof | 13,2                                    | Ragnit                                                         | (Neman)                                                        |
| Abzweig geradeaus und ehemals nach rechts |                                         | Kleinbahnstrecke nach Kraupischken/Breitenstein (Uljanowo)     | Kleinbahnstrecke nach Kraupischken/Breitenstein (Uljanowo)     |
| ehemaliger Haltepunkt / Haltestelle | 20,2                                    | Klapaten/Angerwiese                                            | (Krasnoje Selo)                                                |
| Betriebs-/Güterbahnhof Strecke ab hier außer Betrieb |                                         | Kernkraftwerk Kaliningrad                                      | (Kaliningradskaja AES)                                         |
| Haltepunkt / Haltestelle (Strecke außer Betrieb) | 26,6                                    | Lassen                                                         | Lassen                                                         |
| Haltepunkt / Haltestelle (Strecke außer Betrieb) | 30,4                                    | Naujeningken/Neusiedel (Ostpr.)                                | (Malomoschaiskoje)                                             |
| Haltepunkt / Haltestelle (Strecke außer Betrieb) | 35,2                                    | Lesgewangminnen/Lesgewangen                                    | (Sabrodino)                                                    |
| Bahnhof (Strecke außer Betrieb) | 39,8                                    | Rautenberg (Ostpr.)                                            | (Uslowoje)                                                     |
| Haltepunkt / Haltestelle (Strecke außer Betrieb) | 45,2                                    | Drozwalde/Droschwalde                                          | Drozwalde/Droschwalde                                          |
| Haltepunkt / Haltestelle (Strecke außer Betrieb) | 49,2                                    | Groß Schorellen/Adlerswalde                                    | (Saratowskoje)                                                 |
| Haltepunkt / Haltestelle (Strecke außer Betrieb) | 52,0                                    | Schmilgen                                                      | (Lukaschowka)                                                  |
| Abzweig geradeaus und von links (Strecke außer Betrieb) |                                         | Kleinbahnstrecke von Lasdehnen/Haselberg (Krasnosnamensk)      | Kleinbahnstrecke von Lasdehnen/Haselberg (Krasnosnamensk)      |
| Bahnhof (Strecke außer Betrieb) | 58,6                                    | Pillkallen/Schloßberg                                          | (Dobrowolsk)                                                   |
| Haltepunkt / Haltestelle (Strecke außer Betrieb) | 62,6                                    | Stehlischken/Stehlau                                           | (Sadowskoje)                                                   |
| Haltepunkt / Haltestelle (Strecke außer Betrieb) | 66,0                                    | Schwirgallen/Eichhagen (Ostpr.)                                | Schwirgallen/Eichhagen (Ostpr.)                                |
| Haltepunkt / Haltestelle (Strecke außer Betrieb) | 68,7                                    | Dräweningken/Dräwen                                            | Dräweningken/Dräwen                                            |
| Abzweig ehemals geradeaus und von rechts |                                         | Staatsbahnstrecke von Königsberg (Kaliningrad)                 | Staatsbahnstrecke von Königsberg (Kaliningrad)                 |
| Bahnhof | 76,2                                    | Stallupönen/Ebenrode                                           | (Nesterow)                                                     |
| Abzweig geradeaus und ehemals nach rechts |                                         | Staatsbahnstrecke nach Goldap (Gołdap)                         | Staatsbahnstrecke nach Goldap (Gołdap)                         |
| Strecke |                                         | Staatsbahnstrecke nach Eydtkuhnen/Eydtkau (Tschernyschewskoje) | Staatsbahnstrecke nach Eydtkuhnen/Eydtkau (Tschernyschewskoje) |

Die Bahnstrecke Tilsit–Stallupönen (Sowetsk–Nesterow) ging als letzte der vier Strecken, die die Stadt Tilsit (russisch Sowetsk) mit den übrigen ostpreußischen Metropolen verbanden, ans Netz.

## Geschichte
1865 schuf die Strecke von Insterburg (russisch Tschernjachowsk) den Anschluss an die Preußische Ostbahn, die von Berlin über Königsberg (Preußen) nach Eydtkuhnen (1938 bis 1946: Eydtkau, russisch Tschernyschewskoje) führte. 1875 folgte der Bau der von Tilsit nach Memel (litauisch Klaipėda) führenden Strecke, und 1891 stellte die Bahnstrecke von Königsberg (russisch Kaliningrad)  die Anbindung Tilsits an die ostpreußische Hauptstadt her. Um auch den Nordosten der Provinz Ostpreußen mit der Memelstadt zu verbinden, entstand schließlich 1894 die Bahnstrecke von Tilsit nach Ragnit (russisch Neman), die 1894 bis nach Stallupönen (1938 bis 1946: Ebenrode, russisch Nesterow) weitergeführt wurde und damit eine zusätzliche Anbindung Tilsits an die Preußische Ostbahn ermöglichte.
Die Bahnstrecke Tilsit–Stallupönen verband den Stadtkreis Tilsit und die Kreise Ragnit (ab 1922 Tilsit-Ragnit), Pillkallen (1939 bis 1945 „Landkreis Schloßberg (Ostpr.)“) und Stallupönen (1939 bis 1945 „Landkreis Ebenrode“).
Die Strecke unterstand bis 1945 der Reichsbahndirektion Königsberg (Preußen). 1940 wurde sie von fünf Zugpaaren in ihrer Gesamtlänge befahren, außerdem von drei Zugpaaren im Abschnitt Pillkallen (Schloßberg)–Stallupönen (Ebenrode).
Die in Kriegsfolge stark in Mitleidenschaft gezogene Bahnstrecke wurde nach 1945 nur noch eingeschränkt benutzt, dann aber bald für den Personenverkehr außer Betrieb genommen.
Heute steht nur dem Güterverkehr noch ein Abschnitt von Sowetsk bis zum noch im Bau befindlichen Kernkraftwerk Kaliningrad („Kaliningradskaja АES“, auch: Baltisches Kernkraftwerk) zur Verfügung. Es ist jedoch fraglich, ob dieser Bau je vollendet werden wird.

## Nachweise
- Siegfried Bufe, Eisenbahnen in West- und Ostpreußen, Egglham, 1986 – ISBN 3-922138-24-1
- Geschichte der Stadt Tilsit bei ostpreussen.net
- Geschichte von Nesterow – Stallupönen/Ebenrode bei ostpreussen.net
- Deutsches Kursbuch. Gesamtausgabe der Reichsbahn-Kursbücher, Ausgabe vom 21. Januar 1940 der Deutschen Reichsbahn, Oberbetriebsleitung Ost Berlin, Nachdruck 1. Auflage 1988 – ISBN 3-921304-76-8